# 訃報 2018年
訃報 2018年（ふほう 2018ねん）は、2018年（平成30年）中に物故した人物をまとめたものである。詳細は月別訃報記事を参照のこと。

## 月別の訃報記事一覧
- 訃報 2018年1月
- 訃報 2018年2月
- 訃報 2018年3月
- 訃報 2018年4月
- 訃報 2018年5月
- 訃報 2018年6月
- 訃報 2018年7月
- 訃報 2018年8月
- 訃報 2018年9月
- 訃報 2018年10月
- 訃報 2018年11月
- 訃報 2018年12月

## 関連書籍
- 『現代物故者事典（2018 - 2020）』日外アソシエーツ、2021年3月19日。ISBN 978-4-8169-2870-3。